# Lise Roy (chanteuse)
Pour les articles homonymes, voir Roy et Lise Roy (homonymie).
Lise Roy était une chanteuse, diseuse, comédienne et écrivaine, née à Montréal le 13 septembre 1923 et décédée à Longueuil le 14 janvier 1977 à 53 ans.

## Biographie
Lise Roy, de son vrai nom Gabrielle Côté, fut dans un premier temps la secrétaire de l'écrivaine Jean Desprez qui orienta sa carrière. C'est dans les studios du feuilleton radiophonique "Vie de famille" d'Henry Deyglun qu'elle fit la connaissance de Jacques Normand (qu'elle épousera en 1945). En 1942, Lise Roy devient la chanteuse attitrée de l'émission de CBF, les Joyeux Troubadours.
Avec Jacques Normand, elle est aussi la vedette d'un radio-roman de Radio-Canada Mariages de guerre, en 1943, alors qu'elle n'est âgée que de 19 ans.
Elle part pour New York en 1944, où elle tiendra l'affiche, avec Jacques Normand, plusieurs mois au Bal Tabarin à New York.
En janvier 1946, elle joue au Monument National avec Jacques Normand, Roland D'Amour, Janine Sutto, Mimi D'estée et la vedette Alys Robi dans la revue musicale Ça atomiquet-y? d'Henry Deyglun.
En 1948, elle coanime avec Jacques Normand, l'émission Y'a du soleil sur les ondes de CKAC. Les commanditaires de cette émission, les fabricants de la gomme à mâcher Wrigley, les invitent à faire une émission de radio à Chicago le 23 décembre 1948 puis à participer, le jour de Noël, à une émission radiodiffusée dans toute l'Amérique et comprenant plusieurs célébrités, dont Bing Crosby, George Burns, The Andrews Sisters, Gene Autry et Lionel Barrymore. Cet évènement est souligné avec éclat par une visite chez le maire de Montréal (Camillien Houde) et des fêtes populaires au départ et à l'arrivée.
De retour à Montréal, elle est très présente (comme comédienne et chanteuse) à la radio à plusieurs émissions et est élue "Reine de la radio" en 1949. Elle est entre autres du feuilleton radiophonique Jeunesse dorée. Elle sera très active dans les cabarets montréalais, dont Au Faisan Doré.
Au théâtre, elle fait ses classes sur les planches de l'Arcade de Montréal avec les sœurs Antoinette Giroux et Germaine Giroux ainsi que Jean Duceppe.
Au cinéma, elle joue en 1945, Le Père Chopin et en 1949, Le Curé de village.
Elle connaîtra quelques succès importants comme chanteuse dans les années 1950.
En 1960, elle anime sa propre émission de variétés à la Télévision de Radio-Canada, Du côté de chez Lise et puis abandonne le métier l’année suivante.

## Télévision et cinéma
- 1945 : Le Père Chopin ...La petite fille à la pomme
- 1949 : Le Curé de village...Juliette Martel
- 1953 -1959 : La Famille Plouffe (série télévisée)
- 1956 : Je me souviens (série télévisée) (série télévisée)
- 1956 : Lili (série télévisée): Lili
- 1956 : La Boîte à surprises (série télévisée) : Lili et la fée Cotillon
- 1956 : La Nuit du carrefour (série télévisée)
- 1960 : Du côté de chez Lise (émission de TV, variétés)
- 1972 : François Gaillard ou la vie des autres de Jacques Ertaud, épisode : Joseph

## Source
- Raymonde Bergeron et Marcelle Ouellette, Radio-Canada, 1936-1986. Voix, visages et légendes, 1986
- Philippe Laframboise, Un demi-siècle de Showbiz au Québec, Les Éditions Logiques, 1997 (p. 128)